# Catatemnus fravalae
Catatemnus fravalae es una especie de arácnido del orden Pseudoscorpionida de la familia Atemnidae.

## Distribución geográfica
Se encuentra en Costa de Marfil.